# Pandanus tenuifolius
Pandanus tenuifolius är en enhjärtbladig växtart som beskrevs av Isaac Bayley Balfour. Pandanus tenuifolius ingår i släktet Pandanus och familjen Pandanaceae.
Artens utbredningsområde är Rodrigues. Inga underarter finns listade.